# تويو إيتو

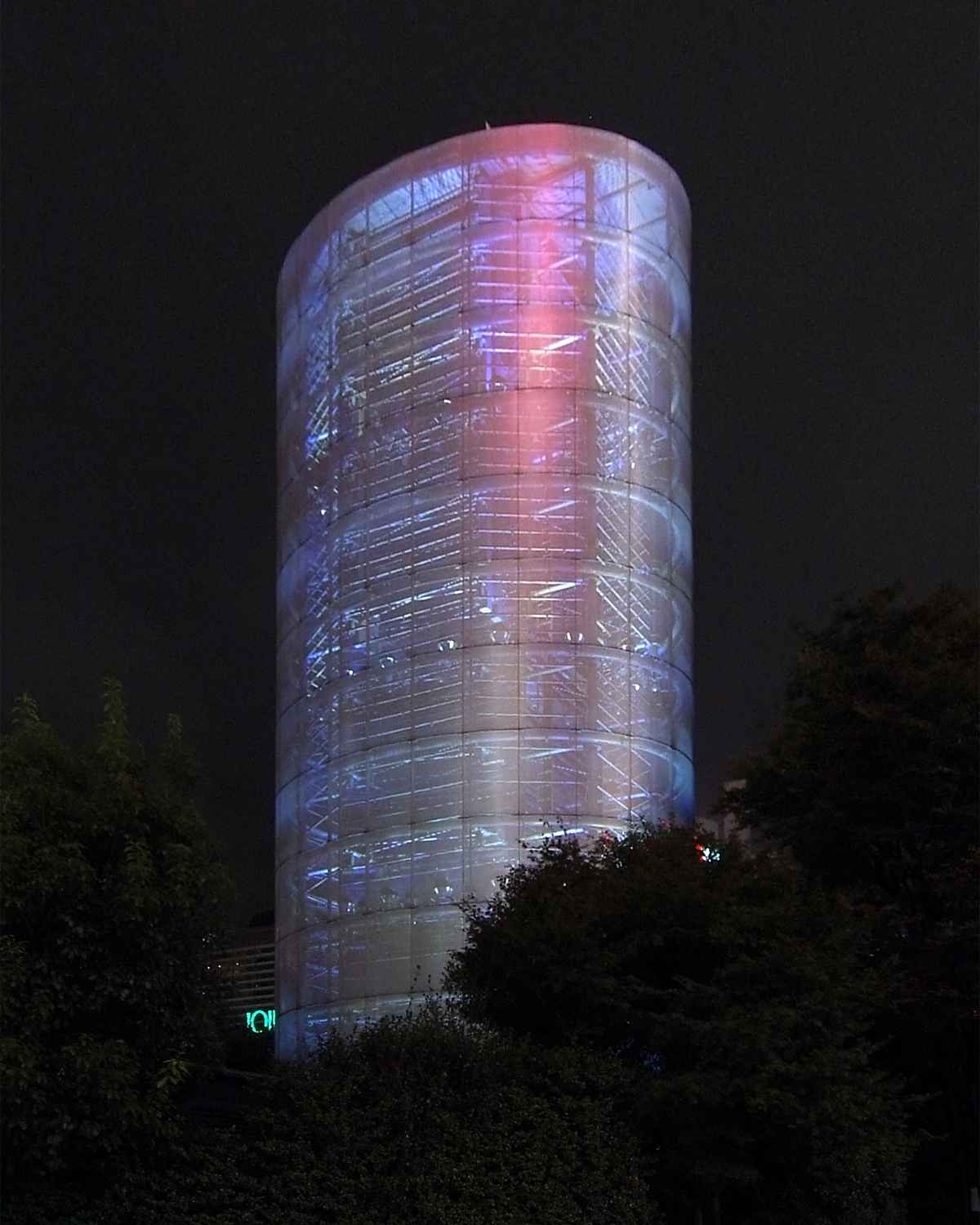
برج الرياح، يوكوهاما 1996.

تويو إيتو (باليابانية: 伊東 豊雄) هو معماري ياباني من مواليد 1 يونيو 1941 يعرف بإنشاء مدرسة العمارة المفهمومية والتي يتم فيها التعبير عن العالم الفيزيائي والافتراضي في الوقت ذاته، حيث يعتبر أحد أكثر المعماريين إبداعا في العالم. تلفى إيتو جائزة بريتزكر أحد أعلى جوائز العمارة مستوى في العام 2013.

## حياتة
ولد تويو إيتو في كوريا لأبوين يابانيين، وانتقل مع عائلته إلى اليابان في العام 1943. تخرج في العام 1965 من كلية العمارة في جامعة طوكيو, وبدأ حياته المهنية في شركة كيونوري كيكوتاكي.
أسس في عام 1971 مكتبه الخاص في طوكيو تحت اسم «أوربان روبوت» (أوربوت). وفي عام 1979 أعيد تسمية الشركة «تويو ايتو وشركاؤه، هندسة».
حاز جوائز دولية كثيرة منها الميدالية الذهبية من المعهد الملكي للمهندسين المعماريين البريطانيين عام 2006.

## وصلات خارجية
- تويو إيتو على موقع الموسوعة البريطانية (الإنجليزية)
- تويو إيتو على موقع مونزينجر (الألمانية)

- الموقع الرسمي